# Euopius otwayensis
Euopius otwayensis är en stekelart som först beskrevs av Fischer 1988.  Euopius otwayensis ingår i släktet Euopius och familjen bracksteklar. Inga underarter finns listade i Catalogue of Life.